# Kvalifikace na Mistrovství Evropy ve fotbale 1988 – skupina 3
Zápasy kvalifikační skupiny 3 na Mistrovství Evropy ve fotbale 1988 se konaly v letech 1986 a 1987. Z pěti účastníků si postup na závěrečný turnaj vybojoval vítěz skupiny.

## Tabulka
| Tým           | B  | Z | V | R | P | VG | IG |
| ------------- | -- | - | - | - | - | -- | -- |
| Sovětský svaz | 13 | 8 | 5 | 3 | 0 | 14 | 3  |
| NDR           | 11 | 8 | 4 | 3 | 1 | 13 | 4  |
| Francie       | 6  | 8 | 1 | 4 | 3 | 4  | 7  |
| Island        | 6  | 8 | 2 | 2 | 4 | 4  | 14 |
| Norsko        | 4  | 8 | 1 | 2 | 5 | 5  | 12 |

## Zápasy
| 10. září 1986 |        |         |                                                                          |
| Island        | 0:0    | Francie | Laugardalsvöllur, Reykjavík diváci: 13 700 rozhodčí: Alan Ferguson (SCO) |
|               | Report |         | Laugardalsvöllur, Reykjavík diváci: 13 700 rozhodčí: Alan Ferguson (SCO) |

| 24. září 1986  |        |                  |                                                                                  |
| Island         | 1:1    | Sovětský svaz    | Laugardalsvöllur, Reykjavík diváci: 7 000 rozhodčí: Karl-Josef Assenmacher (FRG) |
| Guðjohnsen 30' | Report | Sulakvelidze 44' | Laugardalsvöllur, Reykjavík diváci: 7 000 rozhodčí: Karl-Josef Assenmacher (FRG) |

| 24. září 1986 |        |     |                                                                     |
| Norsko        | 0:0    | NDR | Ullevaal Stadion, Oslo diváci: 10 142 rozhodčí: Egbert Mulder (NED) |
|               | Report |     | Ullevaal Stadion, Oslo diváci: 10 142 rozhodčí: Egbert Mulder (NED) |

| 11. října 1986 |        |                     |                                                                      |
| Francie        | 0:2    | Sovětský svaz       | Parc des Princes, Paříž diváci: 40 496 rozhodčí: Paolo Casarin (ITA) |
|                | Report | Belanov 67' Rac 73' | Parc des Princes, Paříž diváci: 40 496 rozhodčí: Paolo Casarin (ITA) |

| 29. října 1986      |        |        |                                                                                             |
| NDR                 | 2:0    | Island | Stadion an der Gellertstraße, Karl-Marx-Stadt diváci: 18 000 rozhodčí: Zoran Petrović (YUG) |
| Thom 4' Kirsten 89' | Report |        | Stadion an der Gellertstraße, Karl-Marx-Stadt diváci: 18 000 rozhodčí: Zoran Petrović (YUG) |

| 29. října 1986                                               |        |        |                                                                          |
| Sovětský svaz                                                | 4:0    | Norsko | Lokomotiv Stadium, Simferopol diváci: 35 000 rozhodčí: Howard King (WAL) |
| Litovčenko 26' Belanov 28' (p) Blochin 33' Chidijatullin 54' | Report |        | Lokomotiv Stadium, Simferopol diváci: 35 000 rozhodčí: Howard King (WAL) |

| 19. listopadu 1986 |        |         |                                                                       |
| NDR                | 0:0    | Francie | Zentralstadion, Lipsko diváci: 54 578 rozhodčí: George Courtney (ENG) |
|                    | Report |         | Zentralstadion, Lipsko diváci: 54 578 rozhodčí: George Courtney (ENG) |

| 29. dubna 1987          |        |     |                                                                              |
| Sovětský svaz           | 2:0    | NDR | Republikánský stadion, Kyjev diváci: 95 000 rozhodčí: Erik Fredriksson (SWE) |
| Zavarov 41' Belanov 49' | Report |     | Republikánský stadion, Kyjev diváci: 95 000 rozhodčí: Erik Fredriksson (SWE) |

| 29. dubna 1987           |        |        |                                                                           |
| Francie                  | 2:0    | Island | Parc des Princes, Paříž diváci: 27 732 rozhodčí: Frederick McKnight (NIR) |
| Micciche 38' Stopyra 65' | Report |        | Parc des Princes, Paříž diváci: 27 732 rozhodčí: Frederick McKnight (NIR) |

| 3. června 1987 |        |               |                                                                             |
| Norsko         | 0:1    | Sovětský svaz | Ullevaal Stadion, Oslo diváci: 10 473 rozhodčí: Marcel Van Langenhove (BEL) |
|                | Report | Zavarov 15'   | Ullevaal Stadion, Oslo diváci: 10 473 rozhodčí: Marcel Van Langenhove (BEL) |

| 3. června 1987 |        |                                                    |                                                                                 |
| Island         | 0:6    | NDR                                                | Laugardalsvöllur, Reykjavík diváci: 9 600 rozhodčí: Henning Lund-Sørensen (DEN) |
|                | Report | Minge 15' Thom 37', 67', 89' Doll 49' Döschner 84' | Laugardalsvöllur, Reykjavík diváci: 9 600 rozhodčí: Henning Lund-Sørensen (DEN) |

| 16. června 1987        |        |         |                                                                     |
| Norsko                 | 2:0    | Francie | Ullevaal Stadion, Oslo diváci: 8 268 rozhodčí: Werner Föckler (FRG) |
| Mordt 71' Andersen 80' | Report |         | Ullevaal Stadion, Oslo diváci: 8 268 rozhodčí: Werner Föckler (FRG) |

| 9. září 1987      |        |           |                                                                                    |
| Sovětský svaz     | 1:1    | Francie   | Central Lenin Stadium, Moskva diváci: 86 048 rozhodčí: Gerassimos Germanakos (GRE) |
| Michailičenko 77' | Report | Touré 13' | Central Lenin Stadium, Moskva diváci: 86 048 rozhodčí: Gerassimos Germanakos (GRE) |

| 9. září 1987              |        |              |                                                                           |
| Island                    | 2:1    | Norsko       | Laugardalsvöllur, Reykjavík diváci: 6 500 rozhodčí: Wilfred Wallace (IRL) |
| Pétursson 21' Ormslev 59' | Report | Andersen 10' | Laugardalsvöllur, Reykjavík diváci: 6 500 rozhodčí: Wilfred Wallace (IRL) |

| 23. září 1987 |        |                |                                                                     |
| Norsko        | 0:1    | Island         | Ullevaal Stadion, Oslo diváci: 3 540 rozhodčí: Håkan Lundgren (SWE) |
|               | Report | Eðvaldsson 31' | Ullevaal Stadion, Oslo diváci: 3 540 rozhodčí: Håkan Lundgren (SWE) |

| 10. října 1987 |        |               |                                                                                               |
| NDR            | 1:1    | Sovětský svaz | Friedrich-Ludwig-Jahn-Sportpark, Východní Berlín diváci: 25 000 rozhodčí: Dušan Krchnak (TCH) |
| Kirsten 44'    | Report | Alejnikov 80' | Friedrich-Ludwig-Jahn-Sportpark, Východní Berlín diváci: 25 000 rozhodčí: Dušan Krchnak (TCH) |

| 14. října 1987 |        |            |                                                                             |
| Francie        | 1:1    | Norsko     | Parc des Princes, Paříž diváci: 27 732 rozhodčí: Joaquin Ramos Marcos (ESP) |
| Fargeon 55'    | Report | Sundby 80' | Parc des Princes, Paříž diváci: 27 732 rozhodčí: Joaquin Ramos Marcos (ESP) |

| 28. října 1987            |        |               |                                                                               |
| NDR                       | 3:1    | Norsko        | Ernst Grube Stadium, Magdeburg diváci: 10 000 rozhodčí: Friedrich Kaupe (AUT) |
| Kirsten 14', 54' Thom 54' | Report | Fjærestad 32' | Ernst Grube Stadium, Magdeburg diváci: 10 000 rozhodčí: Friedrich Kaupe (AUT) |

| 28. října 1987           |        |        |                                                                                 |
| Sovětský svaz            | 2:0    | Island | Lokomotiv Stadium, Simferopol diváci: 40 000 rozhodčí: Michał Listkiewicz (POL) |
| Belanov 15' Protasov 52' | Report |        | Lokomotiv Stadium, Simferopol diváci: 40 000 rozhodčí: Michał Listkiewicz (POL) |

| 18. listopadu 1987 |        |           |                                                                                        |
| Francie            | 0:1    | NDR       | Parc des Princes, Paříž diváci: 16 581 rozhodčí: Carlos Alberto da Silva Valente (POR) |
|                    | Report | Ernst 90' | Parc des Princes, Paříž diváci: 16 581 rozhodčí: Carlos Alberto da Silva Valente (POR) |